# Akīs Agiomamitīs
Akīs Agiomamitīs (in greco: Άκης Αγιομαμίτης; Limassol, 26 gennaio 1957) è un allenatore di calcio ed ex calciatore cipriota, di ruolo difensore.

## Carriera
Nel 1987 ha giocato la sua unica partita con la nazionale cipriota. Dopo il ritiro ha allenato in Sudafrica e a Cipro.